# Нахабіно (міське поселення)
Міське поселення Наха́біно (рос. городское поселение Нахабино) Красногорського району Московської області РФ об'єднує селище Нахабіно Московської області та навколишні села.

## Склад
До складу міського поселення Нахабино входять селище Нахабіно та села Желябіно, Козино та Нефедьєво.

## Герб і прапор
Міське поселення Нахабіно має власну символіку: прапор та герб, зображення яких ухвалено 17 липня 2007.

## Органи управління міського поселення Нахабіно
Рада депутатів міського поселення Нахабіно складається з 20 депутатів.